# 史路普帆船
史路普船（荷蘭語：Sloep，英文中則稱為「Sloop」）。单词原本来自荷兰语，是一种小型帆船。只有一根桅杆，单独一个前桅支索帆。其速度往往快于其它的许多小船，也称单桅纵帆船，单桅快船。

一种典型的史路普船帆装，主帆是百慕大帆

另一种典型的史路普船帆装，主帆是斜桁帆

另外，另一個名詞小型风帆战船(Sloop-of-war)是指船的用途，不是船的種類，也不一定是史路普船，有些戰爭史路普甚至是一艘卡特帆船或雙桅帆船。

## 特征
与卡特帆船（cutter）相比，其桅杆的位置较靠前，成了辨别它的最重要特征。
史路普船的主帆一般是百慕大帆或斜桁帆。
船首帆（headsail）又称前桅支索帆，一般只有一个（源于缅因州的友谊单桅船有两个船首帆），可以是典型的艏三角帆（jib）或稍大的熱那亞帆。相比之下，卡特帆船的船首帆一般有两个。
根据前桅支索的情况单桅纵帆船可分为桅顶前索式（masthead-rigged sloops）和分段前索式（fractional-rigged sloops），前者前桅支索系于主桅顶端，船首帆有时甚至比主帆还要大（特别是热那亚帆的情况下）；后者前桅支索连接于主桅上部，例如四分之三处，船首帆的大小也相对较小。
史路普船是最简洁的一种帆装方式，在20世纪之前，由于帆布的材质问题，史路普船相对较大的两面帆和卡特船三面较小的帆相比，操控性能不佳，航行速度也较慢。自从化纤材质的绞索和帆布出现以来，史路普船简洁帆装的优势显现出来，成为最广泛的游艇和赛艇帆装，特别适合于近岸和逆风行驶。